# نهائي كأس رابطة الأندية الإنجليزية المحترفة 1968
نهائي كأس رابطة الأندية الإنجليزية المحترفة 1968 هي المباراة النهائية من منافسة كأس رابطة الأندية الإنجليزية المحترفة 1967–68، أقيمت المباراة في 2 مارس 1968، في ملعب ويمبلي، بين فريقي ليدز يونايتد، ونادي أرسنال، وفاز فيها ليدز يونايتد، بعد أن هزم نادي أرسنال، بنتيجة 1 - 0.

## تفاصيل المباراة
لعبت المباراة النهائية في 2 مارس 1968.
| ليدز يونايتد | 1 -0 | نادي أرسنال |
| ------------ | ---- | ----------- |
|              |      |             |